# Чемпионат мира по дзюдо 2023
36-й чемпионат мира по дзюдо прошёл с 7 по 14 мая 2023 года в столице Катара Дохе. Соревнования прошли в зале Али бин Хамад аль-Аттия Арены. Разыграно 15 комплектов наград. В турнире приняли участие 657 спортсмен (343 мужчины и 314 женщин) из 99 стран мира. На этом чемпионате мира в нейтральном статусе вновь принимали участие спортсмены из России и Белоруссии.

## Расписание соревнований
Дано местное время (UTC+3).
| Дата   | Время               | Категория                        |
| ------ | ------------------- | -------------------------------- |
| 7 мая  | 11:00 Финал — 18:00 | Мужчины, до 60 кг                |
| 7 мая  | 11:00 Финал — 18:00 | Женщины, до 48 кг                |
| 8 мая  | 10:30 Финал — 18:00 | Мужчины, до 66 кг                |
| 8 мая  | 10:30 Финал — 18:00 | Женщины, до 52 кг                |
| 9 мая  | 10:30 Финал — 18:00 | Мужчины, до 73 кг                |
| 9 мая  | 10:30 Финал — 18:00 | Женщины, до 57 кг                |
| 10 мая | 10:30 Финал — 18:00 | Мужчины, до 81 кг                |
| 10 мая | 10:30 Финал — 18:00 | Женщины, до 63 кг                |
| 11 мая | 10:30 Финал — 18:00 | Мужчины, до 90 кг                |
| 11 мая | 10:30 Финал — 18:00 | Женщины, до 70 кг                |
| 12 мая | 11:30 Финал — 18:00 | Мужчины, до 100 кг               |
| 12 мая | 11:30 Финал — 18:00 | Женщины, до 78 кг                |
| 13 мая | 11:30 Финал — 18:00 | Мужчины, свыше 100 кг            |
| 13 мая | 11:30 Финал — 18:00 | Женщины, свыше 78 кг             |
| 14 мая | 10:30               | Смешанные командные соревнования |

## Медалисты

### Мужчины
| Весовая категория | Золото                         | Серебро                      | Бронза                        |
| ----------------- | ------------------------------ | ---------------------------- | ----------------------------- |
| До 60 кг          | Франсиско Гарригос Испания     | Дилшодбек Баратов Узбекистан | Георгий Сардалашвили Грузия   |
| До 60 кг          | Франсиско Гарригос Испания     | Дилшодбек Баратов Узбекистан | Ли Ха Рим Южная Корея         |
| До 66 кг          | Хифуми Абэ Япония              | Дзесиро Маруяма Япония       | Ёндонпэрэнлэйн Басху Монголия |
| До 66 кг          | Хифуми Абэ Япония              | Дзесиро Маруяма Япония       | Валид Хяр Франция             |
| До 73 кг          | Нильс Штумп Швейцария          | Мануэль Ломбардо Италия      | Муроджон Юлдашев Узбекистан   |
| До 73 кг          | Нильс Штумп Швейцария          | Мануэль Ломбардо Италия      | Соити Хасимото Япония         |
| До 81 кг          | Тато Григалашвили Грузия       | Маттиас Кассе Бельгия        | Таканори Нагасэ Япония        |
| До 81 кг          | Тато Григалашвили Грузия       | Маттиас Кассе Бельгия        | Ли Ён Хван Южная Корея        |
| До 90 кг          | Лука Майсурадзе Грузия         | Лаша Бекаури Грузия          | Маркус Нюман Швеция           |
| До 90 кг          | Лука Майсурадзе Грузия         | Лаша Бекаури Грузия          | Сансиро Мурао Япония          |
| До 100 кг         | Арман Адамян Нейтральный атлет | Лукаш Крпалек Чехия          | Зелим Коцоев Азербайджан      |
| До 100 кг         | Арман Адамян Нейтральный атлет | Лукаш Крпалек Чехия          | Петер Пальчик Израиль         |
| Свыше 100 кг      | Тедди Ринер Франция            | —                            | Рафаэл Силва Бразилия         |
| Свыше 100 кг      | Инал Тасоевa Нейтральный атлет | —                            | Алишер Юсупов Узбекистан      |

a↑  Во время дополнительного времени финального поединка между Тедди Ринером и Иналом Тасоевым, продолжавшегося до первого результативного действия, судьи никак не отреагировали на приём выступавшего в нейтральном статусе россиянина, а спустя некоторое время за аналогичное движение присудили французу победное очко. После экспертного анализа, согласно действующим правилам судейства, очко могло быть присуждено за контратаку Иналу Тасоеву. Поэтому Международная федерация дзюдо объявила обоих спортсменов победителями соревнований и присудила Тасоеву золотую медаль и соответствующие рейтинговые очки.

### Женщины
| Весовая категория | Золото                    | Серебро                       | Бронза                             |
| ----------------- | ------------------------- | ----------------------------- | ---------------------------------- |
| До 48 кг          | Нацуми Цунода Япония      | Ширин Букли Франция           | Вакана Кога Япония                 |
| До 48 кг          | Нацуми Цунода Япония      | Ширин Букли Франция           | Ассунта Скутто Италия              |
| До 52 кг          | Ута Абэ Япония            | Диёра Келдиёрова Узбекистан   | Амандин Бюшар Франция              |
| До 52 кг          | Ута Абэ Япония            | Диёра Келдиёрова Узбекистан   | Одетте Джуффрида Италия            |
| До 57 кг          | Криста Дегучи Канада      | Харука Фунакубо Япония        | Энхрийлэн Лхагватогоогийн Монголия |
| До 57 кг          | Криста Дегучи Канада      | Харука Фунакубо Япония        | Джессика Климкейт Канада           |
| До 63 кг          | Кларисс Агбеньену Франция | Андрея Лешки Словения         | Джоан Ван Лисхут Нидерланды        |
| До 63 кг          | Кларисс Агбеньену Франция | Андрея Лешки Словения         | Софи Озбаш Венгрия                 |
| До 70 кг          | Саки Низое Япония         | Джованна Скоччимарро Германия | Михаэла Поллерес Австрия           |
| До 70 кг          | Саки Низое Япония         | Джованна Скоччимарро Германия | Барбара Матич Хорватия             |
| До 78 кг          | Инбар Ланир Израиль       | Одри Чёмео Франция            | Гюше Стенхёйс Нидерланды           |
| До 78 кг          | Инбар Ланир Израиль       | Одри Чёмео Франция            | Алиса Белланди Италия              |
| Свыше 78 кг       | Акира Сонэ Япония         | Юлия Толофуа Франция          | Беатрис Соуза Бразилия             |
| Свыше 78 кг       | Акира Сонэ Япония         | Юлия Толофуа Франция          | Раз Гершко Израиль                 |

### Командное первенство
| Дисциплина           | Золото | Серебро | Бронза |
| -------------------- | --- | --- | --- |
| Командное первенство | Япония · Харука Фунакубо · Соити Хасимото · Кокоро Кагеура · Хаято Кога · Саки Низое · Мока Кувагата · Тацури Саито · Гоки Тадзима · Сансиро Мурао · Момо Тамаоки · Акира Сонэ · Майя Сегава | Франция · Орландо Казорла · Сара-Леони Сизик · Романа Дикко · Жоан-Бенджамин Габа · Мари-Ив Гайе · Присцилла Ньето · Алексис Матье · Корали Айме · Марго Пино · Йозеф Терек · Амаду Мейте · Максим Гаэль Нгаяп Хамбу | Грузия · Этер Аскилашвили · Лаша Бекаури · Коте Капанадзе · Этери Липартелиани · Лука Майсурадзе · Лаша Шавдатуашвили · Софио Сомхишвили · Гурам Тушишвили · Гела Заалишвили |
| Командное первенство | Япония · Харука Фунакубо · Соити Хасимото · Кокоро Кагеура · Хаято Кога · Саки Низое · Мока Кувагата · Тацури Саито · Гоки Тадзима · Сансиро Мурао · Момо Тамаоки · Акира Сонэ · Майя Сегава | Франция · Орландо Казорла · Сара-Леони Сизик · Романа Дикко · Жоан-Бенджамин Габа · Мари-Ив Гайе · Присцилла Ньето · Алексис Матье · Корали Айме · Марго Пино · Йозеф Терек · Амаду Мейте · Максим Гаэль Нгаяп Хамбу | Нидерланды · Юлия Беурскенс · Франк Де Вит · Коэн Хег · Михаэль Коррел · Рой Мейер · Ким Поллинг · Гюше Стенхёйс · Карен Стевенсон · Ноэл Ван ’т Энд · Санне Ван Дейк        |

## Медальный зачёт
*   Принимающая страна (Катар)
| Место           | Страна                | Золото | Серебро | Бронза | Всего |
| --------------- | --------------------- | ------ | ------- | ------ | ----- |
| 1               | Япония                | 6      | 2       | 4      | 12    |
| 2               | Франция               | 2      | 4       | 2      | 8     |
| 3               | Грузия                | 2      | 1       | 2      | 5     |
| –               | Нейтральный атлет [1] | 2      | 0       | 0      | 2     |
| 4               | Израиль               | 1      | 0       | 2      | 3     |
| 5               | Канада                | 1      | 0       | 1      | 2     |
| 6               | Испания               | 1      | 0       | 0      | 1     |
| 6               | Швейцария             | 1      | 0       | 0      | 1     |
| 8               | Узбекистан            | 0      | 2       | 2      | 4     |
| 9               | Италия                | 0      | 1       | 3      | 4     |
| 10              | Бельгия               | 0      | 1       | 0      | 1     |
| 10              | Германия              | 0      | 1       | 0      | 1     |
| 10              | Словения              | 0      | 1       | 0      | 1     |
| 10              | Чехия                 | 0      | 1       | 0      | 1     |
| 14              | Нидерланды            | 0      | 0       | 3      | 3     |
| 15              | Бразилия              | 0      | 0       | 2      | 2     |
| 15              | Монголия              | 0      | 0       | 2      | 2     |
| 15              | Республика Корея      | 0      | 0       | 2      | 2     |
| 18              | Австрия               | 0      | 0       | 1      | 1     |
| 18              | Азербайджан           | 0      | 0       | 1      | 1     |
| 18              | Венгрия               | 0      | 0       | 1      | 1     |
| 18              | Хорватия              | 0      | 0       | 1      | 1     |
| 18              | Швеция                | 0      | 0       | 1      | 1     |
| Всего стран: 22 | Всего стран: 22       | 16     | 14      | 30     | 60    |